# DIVA – Deutscher Entertainment Preis

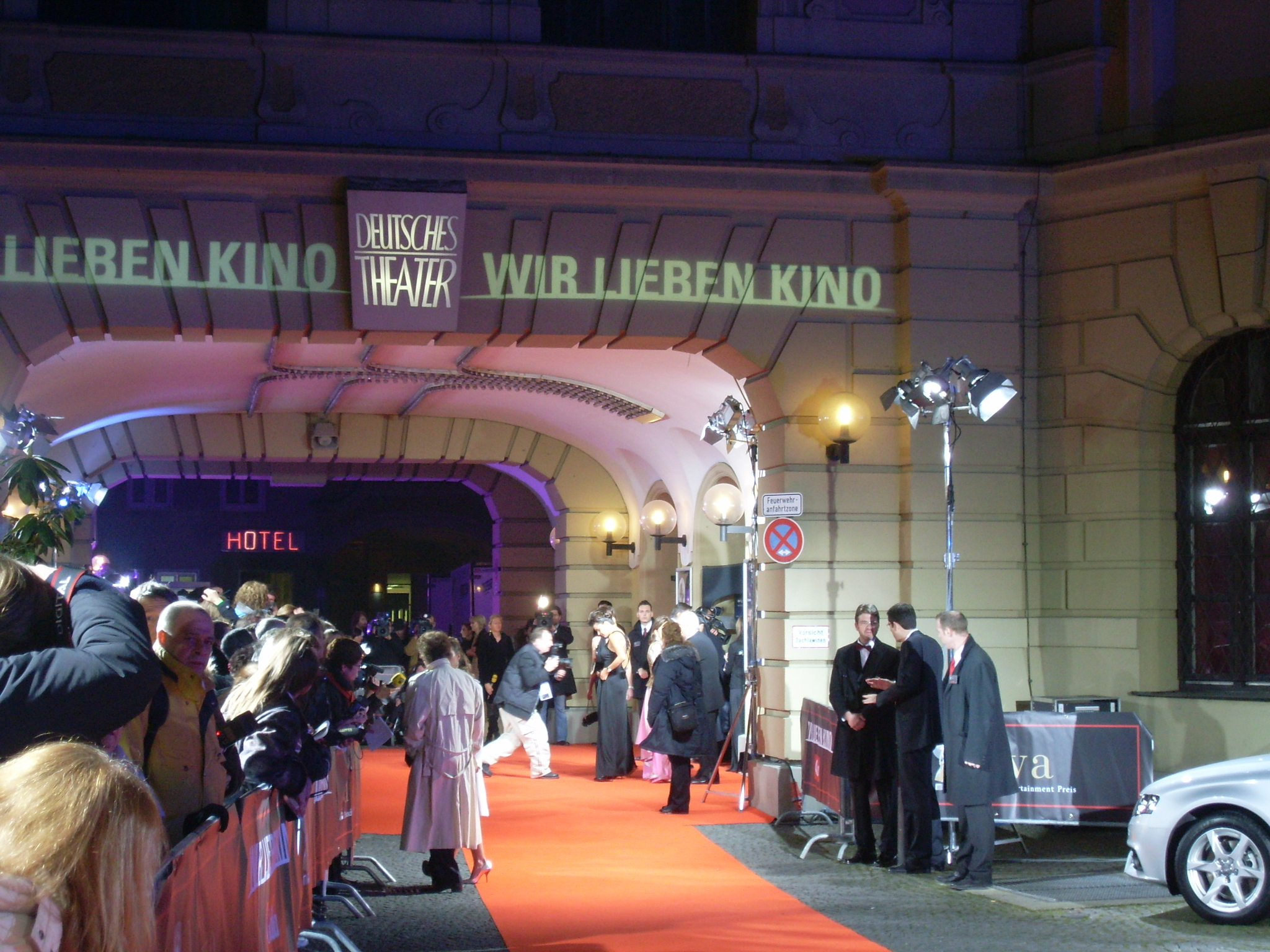
Eingangsbereich 2008 im Deutschen Theater München

Die DIVA wurde von 1991 bis 2012 an Persönlichkeiten aus der Welt des Entertainments sowie für künstlerisch und kommerziell erfolgreiche Unterhaltungsprodukte verliehen.
Die Preisverleihung fand traditionell im Januar mit geladenen Gästen und Branchenvertretern in München statt und stieß auf Medienresonanz. Die 22. DIVA-Gala wurde am 26. Juni 2012 unter der Schirmherrschaft des bayerischen Ministerpräsidenten Horst Seehofer veranstaltet.

## Veranstalter
Ursprünglich war der Preis als „VideoWinner“ für erfolgreiche Produkte im Bereich Video/DVD konzipiert.
Seit 2005 wurden die Kategorien um die Entertainment-Sparten Kino, Musik und TV-Movies erweitert. Die DIVA-Verleihung wurde bis 2008 vom einstigen Entertainment Media Verlag unter der Ägide des Gründers und Geschäftsführenden Gesellschafters Ulrich Scheele veranstaltet. Nach dem Verkauf des Verlags an Gruner + Jahr im Januar 2007 behielt Scheele die DIVA-Rechte; die Preis-Gala organisierte er bis 2011 mit seinem „Great Moments Verlag“, München/Ottobrunn, gemeinsam mit Entertainment Media. Zur 22. Preisverleihung 2012 lud Constantin Entertainment als Veranstalter in den Bayerischen Hof in München ein. Im Sommer 2014 verkaufte Scheele die DIVA-Rechte an den Kölner Verleger Timo Busch, der vorher von Gruner + Jahr den Entertainment Media Verlag erworben hatte. Eine Preisverleihung fand seitdem nicht mehr statt.

## Preise
Die Preisvergabe erfolgte in den Kategorien Publikumspreis, Jurypreis und „Hall of Fame“.
Der Publikumspreis zeichnete große, messbare Publikumserfolge (nach Verkaufszahlen bzw. Einschaltquoten) aus, der Jurypreis würdigte Film-, Fernseh- und Musikstars für herausragende künstlerische Leistungen. Die Preise bezogen sich rückwirkend auf das abgelaufene Jahr.
Die höchsten Auszeichnungen wurden in der „DIVA – Hall of Fame“ vergeben und galten Persönlichkeiten aus dem Entertainment-Bereich, die über die Grenzen Deutschlands hinaus Spuren hinterlassen haben. Künstler wie Hal Roach, Lauren Bacall, Hildegard Knef, Alain Delon, Vanessa Redgrave, Maximilian Schell, Klaus Maria Brandauer, John Malkovich, Bernhard Wicki, Liv Ullmann, Charlie Chaplin, Loriot oder Herbert Grönemeyer fanden in der „Hall of Fame“ ihren Platz.

## Jury
Mitglieder der Jury 2012 waren Curtis Briggs, Barbara Dickmann, Holm Dressler, Ulla Hielscher, Thomas M. Stein, Otto Steiner, Eckhard Vollmar und Katja Wunderlich.
Jury-Mitglieder früherer Jahre waren unter anderem Eberhard Hauff, Nina Ruge, Ulrich Scheele und Roger Willemsen.

## Geschichte
Die erste Verleihung der VideoWinner, wie der Preis in den Anfangsjahren hieß, sollte am 18. Januar 1991 stattfinden, musste aber wegen des Ausbruchs des Ersten Golfkriegs ausfallen. Im kleinen Rahmen wurden zwei Monate später die Preisträger der ersten Stunde geehrt, darunter Stefan Aust für „Deutschland im Herbst 89“ sowie René Kollo und Wolfgang Sawallisch für die HDTV-Opernproduktion „Der Ring des Nibelungen“.
Danach fand die Gala, die mit jedem Jahr an Bedeutung gewann, an vier verschiedenen Orten statt: Von den Anfängen im Prinzregententheater ging es in den Kaisersaal der Münchner Residenz, bis die Veranstaltung 2002 im Deutschen Theater heimisch wurde und den Namen änderte: 2003 in DIVA – Der Deutsche Videopreis und 2005 in DIVA – Der Deutsche Entertainment-Preis. Ab Januar 2009 fand die DIVA-Verleihung im Hotel Bayerischer Hof in München statt.

## Die Preisträger der DIVA seit 1991

### 2012
- Publikumspreise[7][8][9]
  - Erfolgreichstes Album: 21 der Sängerin Adele – Preisträger: XL / Beggars Group
  - Erfolgreichstes TV-Movie: Schicksalsjahre – Preisträger: Maria Furtwängler, Nico Hofmann (teamWorx) und Heike Hempel (ZDF)
  - Erfolgreichster Kinofilm: Ziemlich beste Freunde – Preisträger: Helge Sasse (Senator Film)
  - Erfolgreichster Film DVD/Blu-Ray: Harry Potter und die Heiligtümer des Todes: Teil 1 – Preisträger: Wilfried Geike (Warner Bros. Entertainment), vertreten von Dr. Sylvia Rothblum (Warner Bros. Entertainment)

- Jurypreise
  - Beste Schauspielerin: Barbara Auer
  - Bester Schauspieler: Elyas M’Barek
  - Bester Film: Das unsichtbare Mädchen – Preisträger: Dagmar Rosenbauer, Gloria Burkert, Andreas Bareiss, Dominik Graf
  - Musicartist of the Year: Rea Garvey
  - Talent of the Year: Marlon Roudette

- Sonderpreise der Jury
  - DIVA – Special Award: Éric Toledano (& Olivier Nakache) für ihren Film Ziemlich beste Freunde
  - DIVA – Life Award: Philippe Pozzo di Borgo und Abdel Sellou.

- Hall of Fame
  - DIVA – Movie Merit Award: Til Schweiger
  - DIVA – Music Lifetime Achievement Award: Alan Parsons

### 2011
- Jurypreise[10]
  - Beste Schauspielerin: Anna Fischer
  - Bester Schauspieler: Herbert Knaup
  - Beste Regie: Feo Aladag
  - Musicartist of the Year: Unheilig
  - DIVA-Earth Award: Hans Hass
  - Talent of the Year: Edita Abdieski

- Hall of Fame[11]
  - DIVA – Music Merit Award: Zucchero
  - DIVA – Movie Merit Award: Michael Herbig, Götz George
  - DIVA – Movie World Award:
  - DIVA – Lifetime Achievement Award: Michel Piccoli

### 2010
- Publikumspreise[12]
  - Der Deutsche Kinopreis: Ice Age 3: Die Dinosaurier sind los
  - Der Deutsche Videopreis: Harry Potter und der Halbblutprinz
  - Der Deutsche TV Spielfilmpreis: „Annas zweite Chance“ (Einteiler) / Krupp – Eine deutsche Familie (Mehrteiler)
  - Der Deutsche Musikpreis: Lady Gaga
  - Der Deutsche Webmovie-Preis: The Dark Knight

- Jurypreise
  - Beste Schauspielerin: Birgit Minichmayr (u. a. für Alle anderen)
  - Bester Schauspieler: Armin Rohde (u. a. für Unter Bauern – Retter in der Nacht)
  - Beste Regie: Friedemann Fromm (u. a. für Die Wölfe)
  - Musicartist of the Year: Milow
  - DIVA-Earth Award: Hannes Jaenicke (u. a. für „Im Einsatz für…“)

- Hall of Fame
  - DIVA – Music Merit Award: Patricia Kaas
  - DIVA – Movie Merit Award: Christiane Hörbiger
  - DIVA – Movie World Award: Claudia Cardinale
  - DIVA – Lifetime Achievement Award: Sir Roger Moore

### 2009
- Publikumspreise
  - Der Deutsche Kinopreis: Keinohrhasen
  - Der Deutsche Videopreis: Keinohrhasen
  - Der Deutsche TV-Spielfilm-Preis: Die Gustloff
  - Der Deutsche Musikpreis: AC/DC für Black Ice

- Jurypreise
  - Beste(r) Schauspieler(in) des Jahres:
  - Johanna Wokalek u. a. für Nordwand und Der Baader Meinhof Komplex
  - Thomas Kretschmann u. a. für Mogadischu, Operation Walküre, Wanted und Der Seewolf
  - Music-Artist of the Year: Ich + Ich u. a. für So soll es bleiben
  - Beste Regieleistung des Jahres: Caroline Link
  - New Talent of the Year: Jimi Blue und Wilson Gonzalez Ochsenknecht u. a. für die Die-Wilden-Kerle-Filmreihe und Sommer
  - DIVA – Earth Award: "Unsere Erde"

- Hall of Fame
  - DIVA – World Movie Award: Jacqueline Bisset
  - DIVA – World Music Award: Chris de Burgh
  - DIVA – Merit Award: Fritz und Elmar Wepper
  - DIVA – Lifetime Achievement Award: Mario Adorf

### 2008
- Publikumspreise

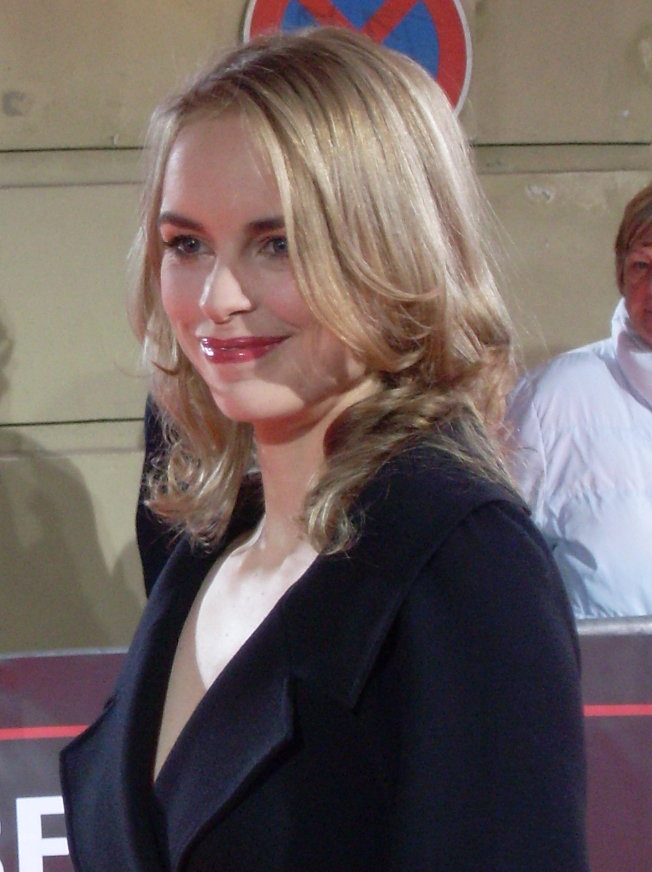
Beste Schauspielerin: Nina Hoss

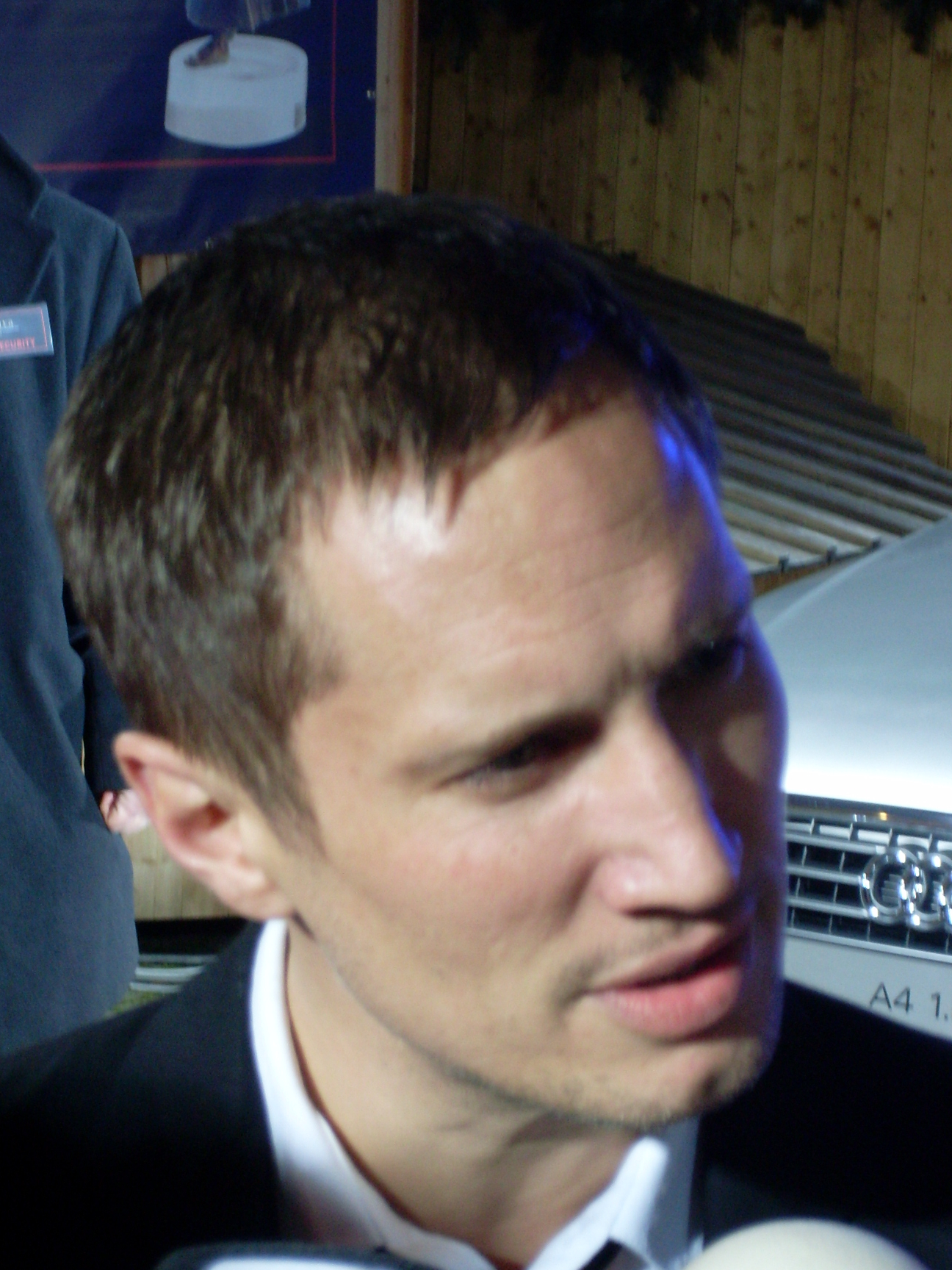
Bester Schauspieler: Benno Fürmann

  - Der Deutsche Kinopreis: Harry Potter und der Orden des Phönix
  - Der Deutsche Videopreis: Harry Potter und der Orden des Phönix
  - Der Deutsche TV-Movie-Preis: Die Flucht
  - Der Hauptrollen-Preis: Maria Furtwängler für Die Flucht
  - Der Deutsche Musikpreis: Nelly Furtado für Loose
- Jurypreise
  - Beste(r) Schauspieler(in) des Jahres:
    - Nina Hoss für Yella, Hannah und Das Herz ist ein dunkler Wald
    - Benno Fürmann für Die Wilden Hühner und die Liebe, Pornorama und Warum Männer nicht zuhören und Frauen schlecht einparken

  - Web-Artist of the Year: Mina
  - Beste Regieleistung des Jahres: Michael Herbig für Lissi und der wilde Kaiser
  - New Talent of the Year: Natalia Avelon für Das wilde Leben
- Hall of Fame
  - Vanessa Redgrave
  - Monti Lüftner
  - Franco Nero
  - DIVA – Lifetime Achievement Award: Maximilian Schell

### 2007
- Publikumspreise
  - Der Deutsche Kinopreis: Ice Age 2: Jetzt taut’s
  - Der Deutsche Videopreis: Pirates of the Caribbean – Fluch der Karibik 2
  - Der Deutsche TV-Movie-Preis: Dresden
  - Der Deutsche Musikpreis: Rosenstolz für Das große Leben
- Jurypreise
  - Beste(r) Schauspieler(in) des Jahres: Nadja Uhl, Ben Whishaw
  - Music-Artist of the Year: Rosenstolz
  - Beste Regieleistung des Jahres: Roland Suso Richter
  - New Talent of the Year: Karoline Herfurth
- Hall of Fame
  - DIVA – World Award: Jeff Goldblum
  - DIVA – German Award: Uschi Glas
  - DIVA – European Award: Bryan Ferry
  - DIVA – Lifetime Achievement Award: Ursula Andress

### 2006
- Publikumspreise
  - Der Deutsche Kinopreis: Harry Potter und der Feuerkelch
  - Der Deutsche Videopreis: Star Wars: Episode III – Die Rache der Sith
  - Der Deutsche TV-Movie-Preis: Die Patriarchin
  - Der Deutsche Musikpreis: Robbie Williams für Intensive Care
- Jurypreise
  - Beste(r) Schauspieler(in) des Jahres: Bettina Zimmermann, Matthias Schweighöfer
  - Music-Artist of the Year: Peter Maffay[13]
  - Beste Regieleistung des Jahres: Leander Haußmann
  - New Talent of the Year: Christina Stürmer
- Hall of Fame
  - DIVA – World Award: Helen Schneider
  - DIVA – European Award: Gottfried John
  - DIVA – German Award: Martina Gedeck
  - DIVA – Lifetime Achievement Award: Alain Delon

### 2005
- Publikumspreise
  - Der Deutsche Kinopreis: (T)Raumschiff Surprise – Periode 1
  - Der Deutsche Videopreis: Der Herr der Ringe: Die Rückkehr des Königs
  - Der Deutsche TV-Movie-Preis: Die Nibelungen
  - Der Deutsche Musikpreis: Anastacia
- Jurypreise
  - Beste(r) Schauspieler(in) des Jahres: August Diehl, Alexandra Maria Lara
  - Music-Artist of the Year: Sarah Connor
  - Beste Regieleistung des Jahres: Dominik Graf
  - New Talent of the Year: Annett Louisan
  - Spezialpreis der Jury: Rosemarie Fendel und Suzanne von Borsody für ihre Rollen in „Mensch Mutter“
- Hall of Fame
  - DIVA – World Award: Daryl Hannah, John Malkovich, Klaus Maria Brandauer
  - DIVA – German Award: Veronica Ferres
  - DIVA – Lifetime Achievement Award: Nadja Tiller und Walter Giller

### 2003–2004 (DIVA – Der Deutsche Videopreis)
- 2004[14]
  - Juliette Gréco (Lifetime Achievement Award)
  - Geraldine Chaplin für Charles Chaplin (Millennium Award)
  - Heino Ferch (Darstellerpreis)
  - Pierre Brice (European Award)
  - Louis Klamroth (Nachwuchsförderpreis)

- 2003[15]
  - Lauren Bacall (Lifetime Achievement Award)
  - Angelina Jolie (World Video Award)
  - Sebastian Koch (Darstellerpreis)
  - Herbert Grönemeyer (Artistic Achievement Award)
  - Arthur Cohn (DVD Champion Award) für „Die Arthur Cohn Edition“
  - Herbert Kloiber (DVD Champion Award) für „Die Arthur Cohn Edition“
  - Lucas Gregorowicz (Nachwuchsförderpreis)

### 1993–2002 (Deutscher Videopreis)
- 2002[16]
  - Liv Ullmann (Lifetime Achievement Award)
  - Paul Verhoeven (World Video Award)
  - Jana Pallaske (Nachwuchsförderpreis)
  - Franka Potente (Deutscher Videopreis)
  - Tom Tykwer (Deutscher Videopreis)
  - Gerhard Hahn (Deutscher Videopreis)

- 2001
  - Christopher Lee (Lifetime Achievement Award)
  - Christopher Lambert (European Video Award)
  - Robert Stadlober (Nachwuchsförderpreis)
  - Tobias Schenke (Nachwuchsförderpreis)
  - Michael Flatley
  - Hannelore Elsner

- 2000
  - Ruth Leuwerik (50er Jahre – Lifetime Achievement Award)
  - Johannes Heesters (50er Jahre – Lifetime Achievement Award)
  - Elke Sommer (60er Jahre – European Video Award)
  - Horst Buchholz (60er Jahre – European Video Award)
  - Hanna Schygulla (70er Jahre)
  - Volker Schlöndorff (70er Jahre)
  - Evelyn Hamann (80er Jahre)
  - Vicco von Bülow (80er Jahre)
  - Heike Makatsch (90er Jahre)
  - Moritz Bleibtreu (90er Jahre)
  - Warren Lieberfarb (World Video Award)

- 1999
  - Hildegard Knef (Lifetime Achievement Award)
  - Jean Reno (European Video Award)
  - Arnold Schwarzenegger (European Video Award)
  - Jeanette Hain (Nachwuchsförderpreis der Bayerischen Staatsregierung)
  - Doris Dörrie
  - Michael Schaack

- 1998
  - Bernhard Wicki (Lifetime Achievement Award)
  - Gérard Depardieu (European Video Award)
  - Caroline Link (Special Award)
  - Thomas Jahn (Special Award)
  - Helmut Dietl (Special Award)
  - Jasmin Tabatabai (Nachwuchsförderpreis der Bayerischen Staatsregierung)

- 1997
  - Peter Ustinov (Lifetime Achievement Award)
  - Mario Adorf (European Video Award)
  - Albert Uderzo (European Video Award)
  - Desmond Llewelyn (Special Award)
  - Nina Hoss (Nachwuchsförderpreis der Bayerischen Staatsregierung)

- 1996
  - Artur Brauner (Lifetime Achievement Award)
  - Franz Seitz (Lifetime Achievement Award)
  - Luggi Waldleitner (Lifetime Achievement Award)
  - Horst Wendlandt (Lifetime Achievement Award)
  - Jürgen Prochnow (European Video Award)
  - Til Schweiger (Nachwuchsförderpreis der Bayerischen Staatsregierung)
  - Rosamunde Pilcher

- 1995
  - Roy E. Disney (Lifetime Achievement Award)
  - Bernd Eichinger (European Video Award)
  - Joseph Vilsmaier
  - DoRo (Hannes Rossacher, Rudi Dolezal)
  - Sophie von Kessel & Daniela Lunkewitz

- 1994
  - Astrid Lindgren
  - Katja Riemann
  - Ken Adam
  - Michael Ballhaus

- 1993
  - Götz George
  - Volker Schlöndorff
  - Sönke Wortmann

### 1991–1992 (VideoWinner)
- 1992
  - Vicco von Bülow
  - Hal Roach (posthum)
  - Peter Schamoni

- 1991
  - Stefan Aust
  - Wolfgang Sawallisch
  - René Kollo
  - NHK (Japan Broadcasting Corporation)
  - Sepp Maier (Ehrenpreisträger)